# Brahmasamudra, Kadur
Brahmasamudra là một làng thuộc tehsil Kadur, huyện Chikmagalur, bang Karnataka, Ấn Độ.